# Пясечно (Радомський повіт)
Пясечно (пол. Piaseczno) — село в Польщі, у гміні Єдлінськ Радомського повіту Мазовецького воєводства.
Населення — 305 осіб (2011).

## Демографія
Демографічна структура станом на 31 березня 2011 року:
|          | Загалом | Допрацездатний вік | Працездатний вік | Постпрацездатний вік |
| -------- | ------- | ------------------ | ---------------- | -------------------- |
| Чоловіки | 156     | 31                 | 109              | 16                   |
| Жінки    | 149     | 33                 | 77               | 39                   |
| Разом    | 305     | 64                 | 186              | 55                   |